# Ноченька
«Ноченька» — первый мини-альбом украинской певицы Тины Кароль, выпущенный 24 декабря 2006 года на лейбле Lavina Music. Пластинка является второй по счёту в дискографии Тины Кароль.

## Список композиций
| №                   | Название                       | Текст песни         | Музыка                       | Длительность |
| ------------------- | ------------------------------ | ------------------- | ---------------------------- | ------------ |
| 1.                  | «Ноченька»                     | Алексей Батьковский | Михаил Некрасов              | 3:10         |
| 2.                  | «Выше облаков»                 | Тина Кароль         | Михаил Некрасов              | 3:20         |
| 3.                  | «Намалюю тобі»                 | Тина Кароль         | Брендон Стоун                | 3:07         |
| 4.                  | «Пупсик»                       | Тина Кароль         | Михаил Некрасов, Тина Кароль | 3:18         |
| 5.                  | «Ты отпусти»                   | Тина Кароль         | Брендон Стоун                | 3:45         |
| 6.                  | «Выше облаков» (DJ Gans Remix) | Тина Кароль         | Михаил Некрасов              | 3:42         |
| Общая длительность: | Общая длительность:            | Общая длительность: | Общая длительность:          | 19:42        |

## Сертификации и продажи
| Регион                                                       | Сертификация | Продажи |
| ------------------------------------------------------------ | ------------ | ------- |
| Украина (IFPI)                                               | Золотой      | 50,000* |
| * Данные о продажах приведены только на основе сертификации. |              |         |